# Langues austroasiatiques
Les langues austroasiatiques sont une famille de langues essentiellement parlées en Asie du Sud-Est et dans l'est de l'Inde. Leur nom vient du grec pour « Asie du Sud ».
Les langues austroasiatiques ont une répartition disjointe et sont séparées par des régions où se parlent des langues d'autres familles. On suppose de ce fait qu'elles sont les langues des autochtones de l'Asie du Sud-Est et de l'est de l'Inde, dans le sens où leur présence serait antérieure aux langues tai-kadai, austronésiennes, sino-tibétaines et indo-européennes, apportées par des migrations postérieures.
Différentes propositions pour relier les langues austroasiatiques à d'autres familles langues ont été faites, depuis l'hypothèse austrique (Schmidt, 1906), jusqu'à la conjecture est-asiatique de Sagart-Starosta (2005).
Les locuteurs sont environ 100 000 000 au début du XXIe siècle.

## Vocabulaire comparé
| Mundari | Khasi  | Wa   | Vietnamien | Semai  | Khmer   | Bahnar | Français |
| ------- | ------ | ---- | ---------- | ------ | ------- | ------ | -------- |
| majam   | snaam  | nham | máu        | bhiipm | chhiem  | phaam  | sang     |
| sim     | sim    | sim  | chim       | ceepm  | chab    | sem    | oiseau   |
| med     | khjmat | —    | mắt        | mat    | phnèèk  | mat    | œil      |
| ti      | kti    | tai' | tay        | tekng  | day     | tii    | main     |
| siku    | ksi    | si'  | chấy       | cee'   | chay    | sii    | poux     |
| red     | tjnrai | riah | rễ         | r'ees  | reuh    | reeh   | racine   |
| mũ      | khmut  | miih | mũi        | muh    | chrâmoh |        | nez      |

| Môn                 | Khmer                        | Vietnamien                     | Français   |
| ------------------- | ---------------------------- | ------------------------------ | ---------- |
| mòa                 | muoy                         | một (sino-vietnamien nhất)     | un         |
| ba                  | pii                          | hai, đôi (sino-vietnamien nhị) | deux       |
| poa’                | bey                          | ba (sino-vietnamien tam)       | trois      |
| pon                 | buon                         | bốn (sino-vietnamien tứ)       | quatre     |
| masang / masun      | pram                         | năm (sino-vietnamien ngũ)      | cinq       |
| karaw / taraw       | pram muoy (angkorien kraong) | sáu (sino-vietnamien lục)      | six        |
| thapo’              | pram pii (angkorien knuul)   | bảy (sino-vietnamien thất)     | sept       |
| tacam / hacam       | pram bey (angkorien kdey)    | tám (sino-vietnamien bát)      | huit       |
| tacit / hacit       | pram buon (angkorien ksaar)  | chín (sino-vietnamien cửu)     | neuf       |
| cao’                | dâp (angkorien kraay)        | mười, chục                     | dix        |
| ba co               | m(uoy)phey (anc. phai)       | hai mươi                       | vingt      |
| poa co / poa sun    | sam sep                      | bà mười                        | trente     |
| pon co              | sae sep (angkorien plon)     | bốn mười                       | quarante   |
| masang co/masun co  | haa sep                      | năm mươi                       | cinquante  |
| mòa klom            | muoy roy                     | một trăm                       | cent       |
| mòa langèm/mòa ngèm | muoy poan                    | một nghìn                      | mille      |
| mòa la’             | muoy meun                    | mươi nghìn                     | dix mille  |
| mòa kat             | muoy saen                    | một trăm nghìn                 | cent mille |

## Classification

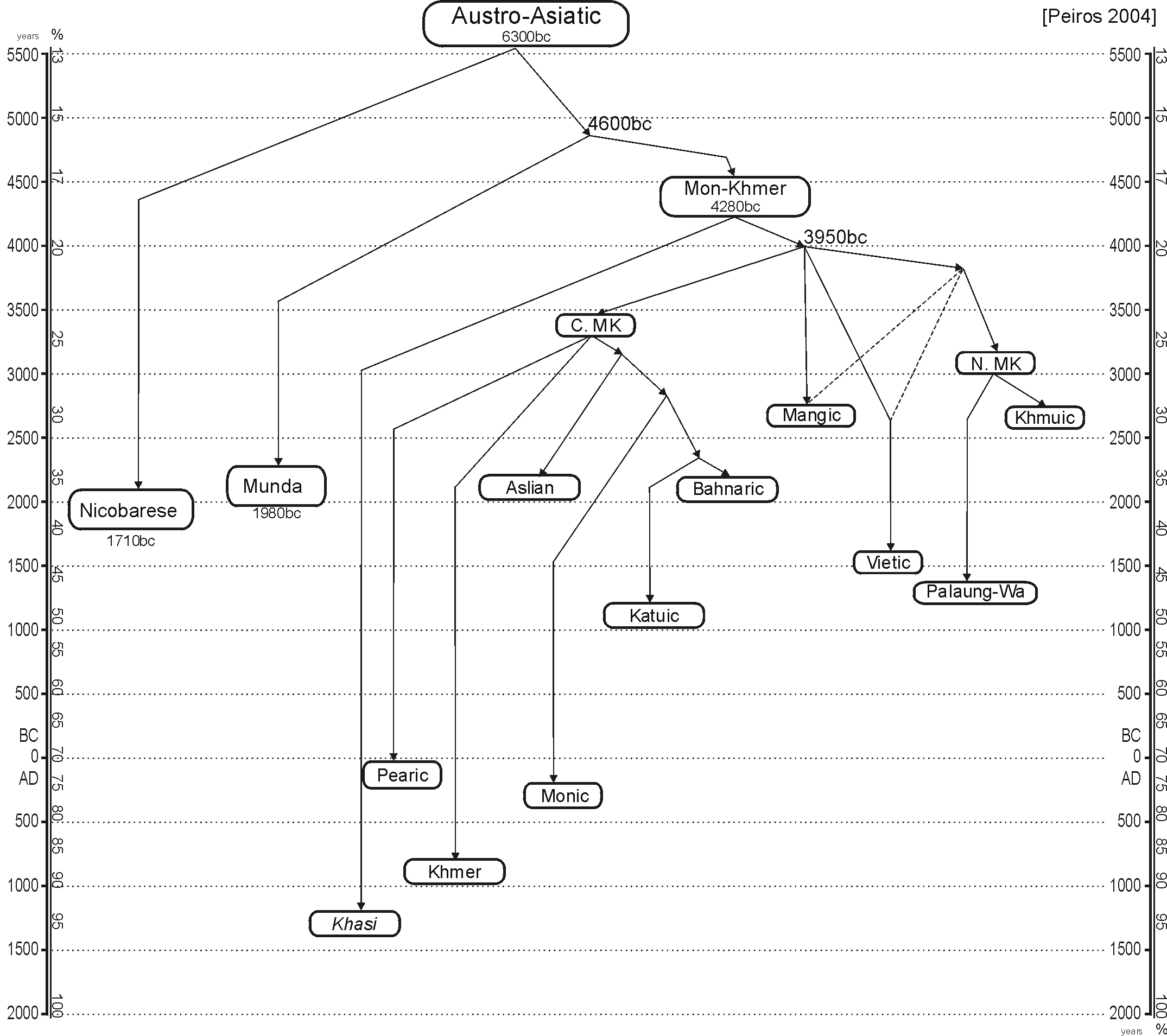
L'arbre des langues austro-asiatiques selon I. Peiros

Les linguistes distinguent classiquement deux grands groupes de langues austroasiatiques, les langues môn-khmer de l'Asie du Sud-Est et les langues munda de l'est et du centre-est de l'Inde. On a répertorié 168 langues austroasiatiques, dont 147 appartenant au groupe mon-khmer et 23 au groupe munda.
- Langues munda (environ 10M de locuteurs)
  - Langues munda du Nord (12 langues)
    - Korku
    - Santâlî
    - Mundari
    - Bhumij
    - Ho

  - Langues munda du Sud (9 langues)
    - Kharia (en)
    - Juang (en)
    - Gutob (en)
    - Remo (en)
    - Sora
    - Juray (en)
    - Gorum
- Langues môn-khmer (au moins 132 langues et 85M de locuteurs)
  - Langues asliennes (19 langues) des Orang Asli de Malaisie et du sud de la Thaïlande [réf. souhaitée]
  - Langues môniques
    - Môn en Birmanie
    - Nyahkur en Thaïlande

  - Langues nicobar (6 langues) en Inde
  - Langues môn-khmer orientales
    - Khmer au Cambodge, en Thaïlande et au Viêt Nam
    - Langues péariques (6 langues) au Cambodge
    - Langues bahnariques (40 langues) au Viêt Nam, au Laos et au Cambodge
    - Langues katuiques (19 langues) au Laos, au Viêt Nam et en Thaïlande

  - Langues môn-khmer du Nord
    - Langues khasiques (3 langues) dans l'est de l'Inde et au Bangladesh
    - Langues khmuiques (13 langues) au Laos et en Thaïlande
    - Langues palaungiques (21 langues) en Birmanie, au sud de la Chine [réf. souhaitée] et en Thaïlande
    - Mang au Viêt Nam
    - Langues viêt-muong ou « viétiques » (10 langues) au Viêt Nam et au Laos, auxquelles appartiennent le vietnamien, la langue austroasiatique de loin la plus parlée, et le muong, qui en est proche ; ce sont les seules langues austroasiatiques à avoir développé un système tonal

  - Langues palyu (en)
    - Palyu du sud de la Chine

La structure interne des langues môn-khmer est assez floue.